# Song Yoon-ah
Song Yoon-ah (sinh ngày 7 tháng 6 năm 1973) là một nữ diễn viên người Hàn Quốc. Cô được biết đến một cách rộng rãi nhờ các vai diễn trong bộ phim điện ảnh Jail Breakers (2002) cũng như các loạt phim truyền hình The Boss (1999), Hotelier (2001), Sóng gió hậu trường (2008) và Mama (2014).

## Tiểu sử
Song Yoon-ah được sinh ra tại Seoul nhưng lớn lên tại thành phố Gimcheon, tỉnh Gyeongsang Bắc. Khi đang theo học khoa nhân chủng học văn hóa tại trường Đại học Hanyang, cô được một người bạn giới thiệu với một công ty người mẫu. Năm 1995, Song Yoon-ah bắt đầu hoạt động trong ngành công nghiệp giải trí bằng việc chụp ảnh cho các tạp chí và đảm nhận một số vai diễn phụ trên màn ảnh nhỏ.

## Sự nghiệp
Năm 1998, Song Yoon-ah bắt đầu được biết đến một cách rộng rãi với vai phản diện trong Mister Q, một bộ phim truyền hình đạt tỷ suất người xem lên đến 45,3%. Trong các năm tiếp theo, cô xuất hiện trong các bộ phim truyền hình Paper Crane (1998), The Boss (1999) và Hotelier (2001). Trên màn ảnh rộng, các bộ phim điện ảnh đầu tiên của Song Yoon-ah không đạt được nhiều thành công cho đến năm 2002 khi cô thủ vai chính trong Jail Breaker bên cạnh Sol Kyung-gu và Cha Seung-won. Nhờ diễn xuất của mình trong bộ phim, cô đã giành chiến thắng ở hạng mục Nữ diễn viên phụ xuất sắc nhất tại các lễ trao giải Blue Dragon Film Awards, Chunsa Film Art Awards và Grand Bell Awards. Sau đó cô đảm nhận vai một nhà nhân chủng học trong bộ phim điện ảnh kinh dị Face vào năm 2004.
Năm 2006, cô gặp lại Sol Kyung-gu trong bộ phim điện ảnh Lost in Love có nội dung về cuộc hội ngộ của hai người bạn đại học sau 10 năm xa cách. Sau đó cô thủ vai một thám tử trong bộ phim điện ảnh Arang. Tương tự như Face, bộ phim không đạt được nhiều thành công. Cô trở lại màn ảnh nhỏ trong bộ phim truyền hình My Beloved Sister với vai diễn một sinh viên trường nghệ thuật lớn lên trong giàu sang nhưng đột ngột phải trở thành trụ cột gia đình và chăm sóc hai người em trai sau khi bố của mình bị phá sản và bỏ nhà ra đi.
Năm 2008, cô thủ vai nữ chính trong bộ phim truyền hình Sóng gió hậu trường có nội dung về ngành công nghiệp giải trí Hàn Quốc. Sau đó vào năm 2009, cô thủ vai người vợ bị tình nghi là kẻ giết người trong vụ án mà chính chồng cô đang điều tra trong bộ phim điện ảnh Secret. Năm 2010, cô vào vai một nhà thiết kế thời trang bị mắc căn bệnh ung thư trong bộ phim điện ảnh Wedding Dress. Sau khi kết hôn vào năm 2009 và sinh con vào năm 2010, Song Yoon-ah tạm ngừng sự nghiệp diễn xuất và trở thành giảng viên bán thời gian tại Học viện Nghệ thuật Seoul. Ngoài ra cô cũng dẫn chương trình cho một số lễ trao giải và tham gia một số chương trình truyền hình thực tế.
Năm 2014, Song Yoon-ah quay trở lại màn ảnh nhỏ trong bộ phim truyền hình Mama với vai diễn một người mẹ mắc căn bệnh nan y muốn xây dựng một gia đình hạnh phúc cho con trai của mình trước khi chết. Vai diễn này đã giúp cô giành chiến thắng ở hạng mục Nữ diễn viên phim truyền hình xuất sắc nhất tại lễ trao giải Baeksang Arts Awards lần thứ 51. Năm 2016, Song Yoon-ah đảm nhận vai nữ chính Choi Yoo-jin bên cạnh Ji Chang-wook và Im Yoona trong bộ phim truyền hình hành động kịch tính The K2.

## Đời tư
Song Yoon-ah kết hôn cùng nam diễn viên Sol Kyung-gu vào ngày 28 tháng 3 năm 2009. Hai người đều tốt nghiệp trường Đại học Hanyang và đã diễn xuất cùng nhau trong các bộ phim điện ảnh Jail Breakers (2002) và Lost in Love (2006). Năm 2014, cô khởi kiện 57 cư dân mạng tội phỉ báng vì đã lan truyền tin đồn rằng Sol Kyung-gu ngoại tình với cô khi vẫn đang kết hôn với vợ cũ, đồng thời cho biết hai người bắt đầu yêu nhau vào năm 2007 sau khi anh ly hôn vào năm 2006.

## Danh sách phim

### Phim điện ảnh
| Năm  | Phim                     | Vai diễn        |
| ---- | ------------------------ | --------------- |
| 1997 | 1818 (Profanity)         | Hong Se-in      |
| 1998 | Zzang (The Best)         | Song Na-young   |
| 2000 | A Masterpiece in My Life | Kang Yeo-kyung  |
| 2002 | Jail Breakers            | Hahn Kyung-soon |
| 2004 | Face                     | Jung Sun-young  |
| 2006 | Lost in Love             | Yeon-soo        |
| 2006 | Arang                    | So-young        |
| 2009 | Secret                   | Yoo Ji-yeon     |
| 2010 | Wedding Dress            | Seo Go-eun      |

### Phim truyền hình
| Năm       | Phim                                                   | Vai diễn        | Kênh      | Ghi chú                 |
| --------- | ------------------------------------------------------ | --------------- | --------- | ----------------------- |
| 1995      | Age of Individuality                                   |                 | KBS2      |                         |
| 1995      | Brilliant People                                       |                 | KBS1      |                         |
| 1996      | Tears of the Dragon                                    | Cô Jung         | KBS1      |                         |
| 1997      | Drama City                                             |                 | KBS2      |                         |
| 1997      | Hometown of Legends                                    |                 | KBS2      | Tập "Cáo chín đuôi"     |
| 1997      | Beyond the Horizon                                     |                 | SBS       |                         |
| 1998      | Love                                                   | Lee Hee-soo     | MBC       |                         |
| 1998      | Mister Q                                               | Hwang Joo-ri    | SBS       |                         |
| 1998      | Nablyangteugseon 8 Bujag                               | Jung-in         | SBS       | Tập "The Eye of Terror" |
| 1998      | Paper Crane                                            | Cha Yeon-hee    | KBS2      |                         |
| 1998      | Advocate                                               | Jang Hye-mi     | MBC       |                         |
| 1999      | Ông Trùm (The Boss)                                    | Han Yeon-ji     | MBC       |                         |
| 1999      | You Don't Know My Feelings                             | Na Sook-ja      | MBC       |                         |
| 1999      | Love Story                                             | Jung-in         | SBS       | Tập 3: "Lost Baggage"   |
| 2000      | Bad Friends                                            | Ha Young-seo    | MBC       |                         |
| 2001      | Hotelier                                               | Seo Jin-young   | MBC       |                         |
| 2001      | Sweet Bear                                             | Han Jung-eun    | MBC       |                         |
| 2002      | The Present                                            | Kim Hye-jin     | MBC       |                         |
| 2004      | Into the Storm                                         | Cha Mi-seon     | SBS       |                         |
| 2005      | Hong Kong Express                                      | Han Jung-yeon   | SBS       |                         |
| 2006      | My Beloved Sister                                      | Yoon Seung-joo  | MBC       |                         |
| 2008      | Sóng gió hậu trường                                    | Seo Young-eun   | SBS       |                         |
| 2010      | Khu vườn bí mật (Secret Garden)                        | Người nổi tiếng | SBS       | Cameo; tập 2            |
| 2014      | Mama                                                   | Han Seung-hee   | MBC       |                         |
| 2015      | Assembly                                               | Choi In-kyung   | KBS2      |                         |
| 2016      | Mật danh K2 (The K2)                                   | Choi Yoo-Jin    | tvN       |                         |
| 2016      | Sweet Home: Thế giới ma quái                           | Cameo           | KBS2      |                         |
| 2021–2022 | Phía sau khung cửa sổ (Show Window: The Queen's House) | Han Seon-joo    | Channel A |                         |

## Giải thưởng và đề cử
| Năm  | Giải thưởng                                  | Hạng mục                                                 | Được đề cử                | Kết quả   |
| ---- | -------------------------------------------- | -------------------------------------------------------- | ------------------------- | --------- |
| 1995 | KBS Super Talent Contest                     | Gold Award                                               | —                         | Đoạt giải |
| 1995 | KBS Super Talent Contest                     | Photogenic Award                                         | —                         | Đoạt giải |
| 1995 | KBS Super Talent Contest                     | Julia Award                                              | —                         | Đoạt giải |
| 1998 | SBS Drama Awards                             | Excellence Award, Actress                                | Mister Q                  | Đoạt giải |
| 1998 | KBS Drama Awards                             | Popularity Award, Actress                                | Paper Crane               | Đoạt giải |
| 1999 | Baeksang Arts Awards lần thứ 35              | Most Popular Actress (TV)                                | Mister Q                  | Đoạt giải |
| 1999 | MBC Drama Awards                             | Excellence Award, Actress                                | The Boss                  | Đoạt giải |
| 2000 | SBS Drama Awards                             | Big Star Award                                           | Love Story "Lost Baggage" | Đoạt giải |
| 2000 | Information and Communication Day lần thứ 45 | Prime Minister's Commendation                            | —                         | Đoạt giải |
| 2001 | MBC Drama Awards                             | Top Excellence Award, Actress                            | Hotelier, Sweet Bear      | Đoạt giải |
| 2002 | Blue Dragon Film Awards lần thứ 23           | Best Supporting Actress                                  | Jail Breakers             | Đoạt giải |
| 2002 | Korea Best Dressed Swan Awards               | Recipient                                                | —                         | Đoạt giải |
| 2003 | Chunsa Film Art Awards lần thứ 11            | Best Supporting Actress                                  | Jail Breakers             | Đoạt giải |
| 2003 | Grand Bell Awards lần thứ 40                 | Best Supporting Actress                                  | Jail Breakers             | Đoạt giải |
| 2004 | SBS Drama Awards                             | Excellence Award, Actress in a Special Planning Drama    | Into the Storm            | Đoạt giải |
| 2004 | SBS Drama Awards                             | Top 10 Stars                                             | Into the Storm            | Đoạt giải |
| 2006 | Korea Fashion World Awards lần thứ 4         | Best Dressed, Movie Actress category                     | —                         | Đoạt giải |
| 2006 | MBC Drama Awards                             | Excellence Award, Actress                                | My Beloved Sister         | Đề cử     |
| 2007 | Andre Kim Best Star Awards lần thứ 3         | Best Star Award                                          | —                         | Đoạt giải |
| 2007 | MBC Entertainment Awards                     | Achievement Award                                        |                           | Đoạt giải |
| 2008 | Cosmopolitan                                 | Fun Fearless Female                                      | —                         | Đoạt giải |
| 2008 | SBS Drama Awards                             | Grand Prize (Daesang)                                    | Sóng gió hậu trường       | Đề cử     |
| 2008 | SBS Drama Awards                             | Top Excellence Award, Actress                            | Sóng gió hậu trường       | Đoạt giải |
| 2008 | SBS Drama Awards                             | Top 10 Stars                                             | Sóng gió hậu trường       | Đoạt giải |
| 2009 | Andre Kim Best Star Awards lần thứ 4         | Female Star Award                                        | —                         | Đoạt giải |
| 2010 | Korea Jewelry Awards lần thứ 2               | Diamond Award                                            | —                         | Đoạt giải |
| 2014 | APAN Star Awards lần thứ 3                   | Top Excellence Award, Actress in a Miniseries            | Mama                      | Đề cử     |
| 2014 | Grimae Awards lần thứ 27                     | Best Actress                                             | Mama                      | Đoạt giải |
| 2014 | MBC Drama Awards                             | Grand Prize (Daesang)                                    | Mama                      | Đề cử     |
| 2014 | MBC Drama Awards                             | Top Excellence Award, Actress in a Special Project Drama | Mama                      | Đoạt giải |
| 2015 | 51st Baeksang Arts Awards                    | Best Actress (TV)                                        | Mama                      | Đoạt giải |
| 2015 | KBS Drama Awards                             | Excellence Awards, Actress in a Mid-length Drama         | Assembly                  | Đề cử     |